# Melchiorre Guerriero

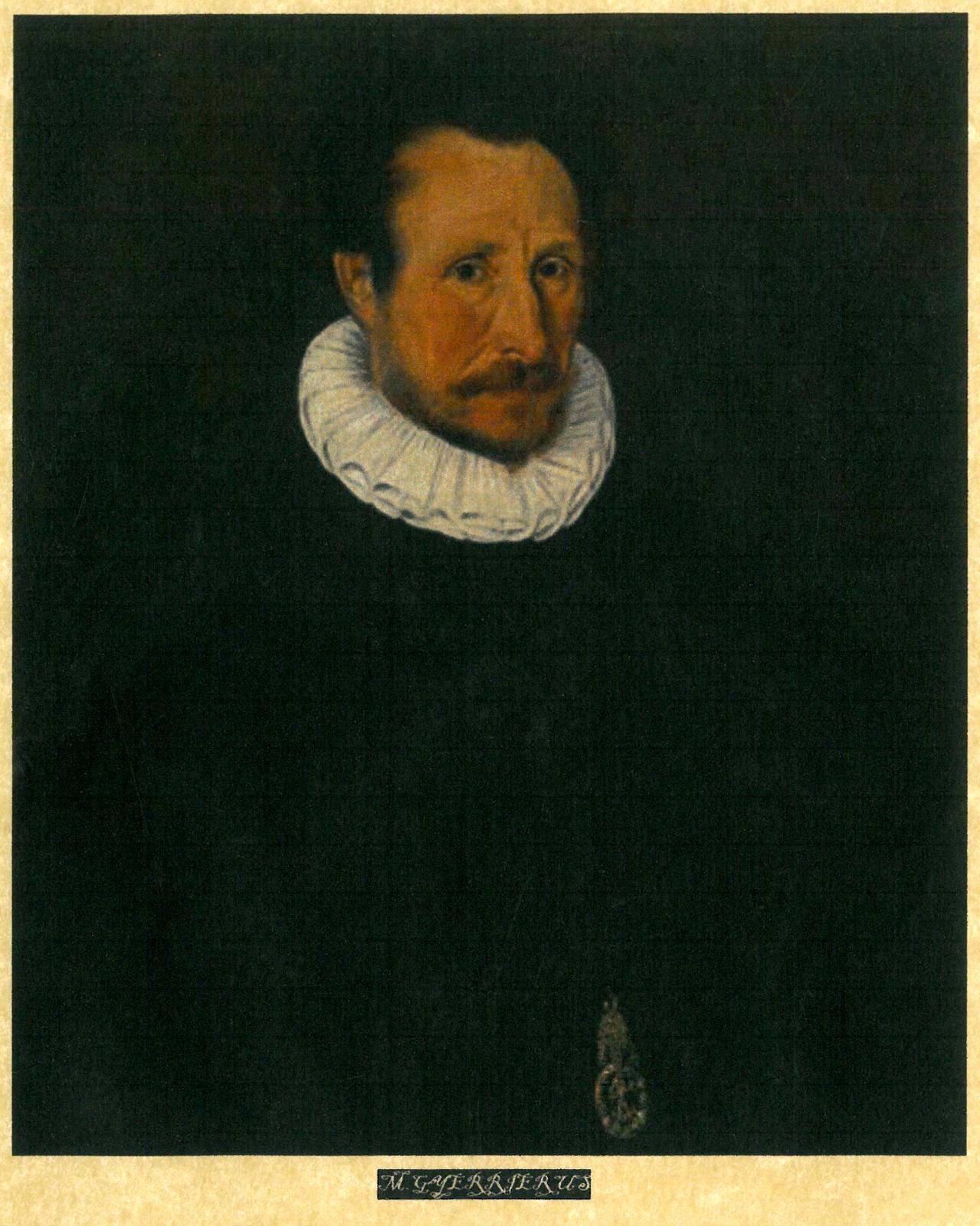
Il volto di Melchiorre Guerriero, riportato alla luce dopo quasi 500 anni da Cristian Viglione con l'aiuto del dott. Mario Maffey

Conte palatino Melchiorre Guerriero (Campagna, 1468 – Roma, 1525) è stato un abbreviatore del Regno di Napoli.

## Biografia
Figlio di Giovanni Nicola e Caterina Pagano, studiò presso l'università di Napoli e su aiuto di Ferdinando Orsini, duca di Gravina di Puglia nel 1513 divenne maestro dei brevi pontifici durante il pontificato di papa Leone X prima, e Clemente VII dopo. Sposo della nobile Giustina Calandra morì senza eredi nel 1525 a Roma e fu sepolto nella chiesa Trinità dei Monti. Sulla sua tomba fu posta una lapide riportante il suo titolo e il suo ruolo nel regno.

## La diocesi di Sant'Angelo
Grazie al suo ruolo fu l'artefice della creazione della Diocesi di Campagna e del riconoscimento del titolo di città a Campagna. Nel 1514, grazie alla sua posizione ricoperta nello Stato Pontificio, facendo istanza a Leone X, permise che la chiesa di Santa Maria della Giudeca fosse elevata a collegiata, prima, e a cattedrale poi. Fino a quel momento Campagna era un semplice borgo come qualsiasi altro, ma a seguito di queste manovre politico-religiose, riuscì ad ottenere numerosi vantaggi.
Nel 1525, approfittando della sede vescovile di Satriano in stato di abbandono, dei dissapori papali con il vescovo di Salerno, Federigo Fregoso, suggerì a papa Clemente VII di creare una sede vescovile a Campagna. Il papa accolse la richiesta nello stesso anno, giustificandola con una motivazione storica riportatagli dallo stesso Guerriero.
Guerriero, non potendo giustificare una nuova sede vescovile, presentò a Leone X una petitio in cui si narrava che in località Sant'Angelo di Furano (località di Campagna), esisteva in passato una diocesi con cattedrale, nonché una cronotassi di vescovi. Tale sede, sarebbe stata distrutta durante la congiura dei baroni. Questa motivazione, attualmente è stata dichiarata falsa. Sulla buona fede del Guerriero non si hanno prove, fatto è che tale racconto unitamente alla ricchezza degli abitanti, in buona parte nobili e dediti ad una ricca protoindustria locale, permise l'elevazione al rango di città, capoluogo di circondario, contea con Filiberto principe d'Orange, marchesato dei principi di Monaco, poi dei marchesi Caracciolo di Torrecuso che ne affidarono il governo al Conte Lelio Maffey e infine ducato con i Pironti.